# Savion Williams
Savion Williams (Marshall, 22 novembre 2001) è un giocatore di football americano statunitense che milita nel ruolo di wide receiver per i Green Bay Packers della National Football League (NFL).

## Carriera universitaria
Nella sua prima stagione a TCU nel 2020, Williams disputò sette partite, principalmente negli special team come kick returner. Nel 2021 giocò sei partite, con 7 ricezioni per 71 yard. Nel 2022 gli Horned Frogs arrivarono fino alla finale del campionato nazionale e Williams giocò titolare tutte le 15 partite, con 29 ricezioni per 392 yard e 4 touchdown. Nel 2023 guidò la squadra con 573 yard ricevute, con 41 ricezioni e 4 touchdown in 11 partenze come titolare. Nel 2024 fece ritorno a TCU per il suo ultimo anno di eleggibilità nel college football.

## Carriera professionistica

### Green Bay Packers
Williams fu scelto nel corso del terzo giro (87º assoluto) del Draft NFL 2025 dai Green Bay Packers.